# Championnat du monde de snooker 2022
Le Championnat du monde 2022 est un tournoi de snooker de catégorie classée comptant pour la saison 2021-2022. L'épreuve se déroule du 16 avril 2022 au 2 mai 2022 au Crucible Theatre de Sheffield, en Angleterre. Elle est organisée par la WPBSA et parrainée par la société de paris britannique Betfred.

## Déroulement

### Contexte avant le tournoi
L'Anglais Mark Selby est le tenant du titre, après avoir glané un 4e titre mondial l'an passé face à Shaun Murphy sur le score de 18 manches à 15 en finale.
Ce tournoi se présente comme la troisième et dernière épreuve de la Triple Couronne (Triple Crown en anglais), un ensemble de trois tournois britanniques universellement reconnus comme étant les plus prestigieux dans le snooker. Les autres tournois constituant la Triple Couronne sont le Championnat du Royaume-Uni qui s'est déroulé en décembre 2021 et le Masters qui s'est tenu en janvier 2022. Les joueurs qui ont remporté au moins une fois ces trois tournois arborent une couronne dorée brodée sur leur veston.

### Faits marquants
- En battant Stephen Maguire, Ronnie O'Sullivan s'est qualifié pour une 13e demi-finale au championnat du monde. Il dépasse donc le record de Stephen Hendry qui était de douze apparitions en demi-finale.
- En se qualifiant pour les demi-finales à l'âge de 47 ans, Mark Williams est le deuxième joueur le plus âgé à atteindre le dernier carré au championnat, le plus âgé étant Ray Reardon en 1985, à l'âge de 52 ans.
- Les trois joueurs de la « classe 92 » (Williams, John Higgins et O'Sullivan) sont qualifiés pour les demi-finales. Cela n'était arrivé qu'une seule fois auparavant, lors de l'édition 1999.
- Williams a réalisé pas moins de seize centuries au cours du tournoi, égalant le record de Hendry au championnat du monde de 2002.
- O'Sullivan se qualifie pour la finale à l'âge de 46 ans et devient donc le deuxième finaliste le plus âgé d'un championnat du monde. Le plus âgé reste Reardon qui avait 49 ans lorsqu'il a atteint la finale en 1982.

## Dotation
La répartition des prix est la suivante :
- Vainqueur : 500 000 £
- Finaliste : 200 000 £
- Demi-finalistes : 100 000 £
- Quart de finalistes : 50 000 £
- 8es de finalistes : 30 000 £
- 16es de finalistes : 20 000 £
- 4e tour de qualification : 15 000 £
- 3e tour de qualification : 10 000 £
- 2e tour de qualification : 5 000 £
- Meilleur break : 15 000 £

Dotation totale : 2 395 000 £

## Joueurs qualifiés
Les seize premiers au classement mondial sont qualifiés directement pour le tableau final. Quel que soit son classement, le tenant du titre est automatiquement tête de série numéro 1, alors que les autres joueurs sont positionnés en fonction de leur classement. Les seize places restantes sont attribuées après des phases de qualification disputées en quatre tours.

## Résumé

### Qualifications
Marco Fu fait son retour à la compétition après deux années d'absence depuis le début de la pandémie de COVID-19. Il est éliminé dès le 1er tour de qualification en manche décisive.
À la suite de sa défaite au 2e tour de qualification, Nigel Bond annonce qu'il prend sa retraite et tire un trait sur une carrière professionnelle longue de 33 années. Il s'agissait du dernier joueur devenu professionnel dans les années 1980 à avoir conservé ses droits de jeu, sans wildcard. L'Anglais précise qu'il ne participera pas à la Q School, mais évoluera dorénavant sur la tournée mondiale seniors et fera du coaching.
Dans son match du troisième tour, Graeme Dott réalise un break maximal de 147 points, 23 ans après avoir réalisé son dernier sur le circuit principal.

#### Judgement Day

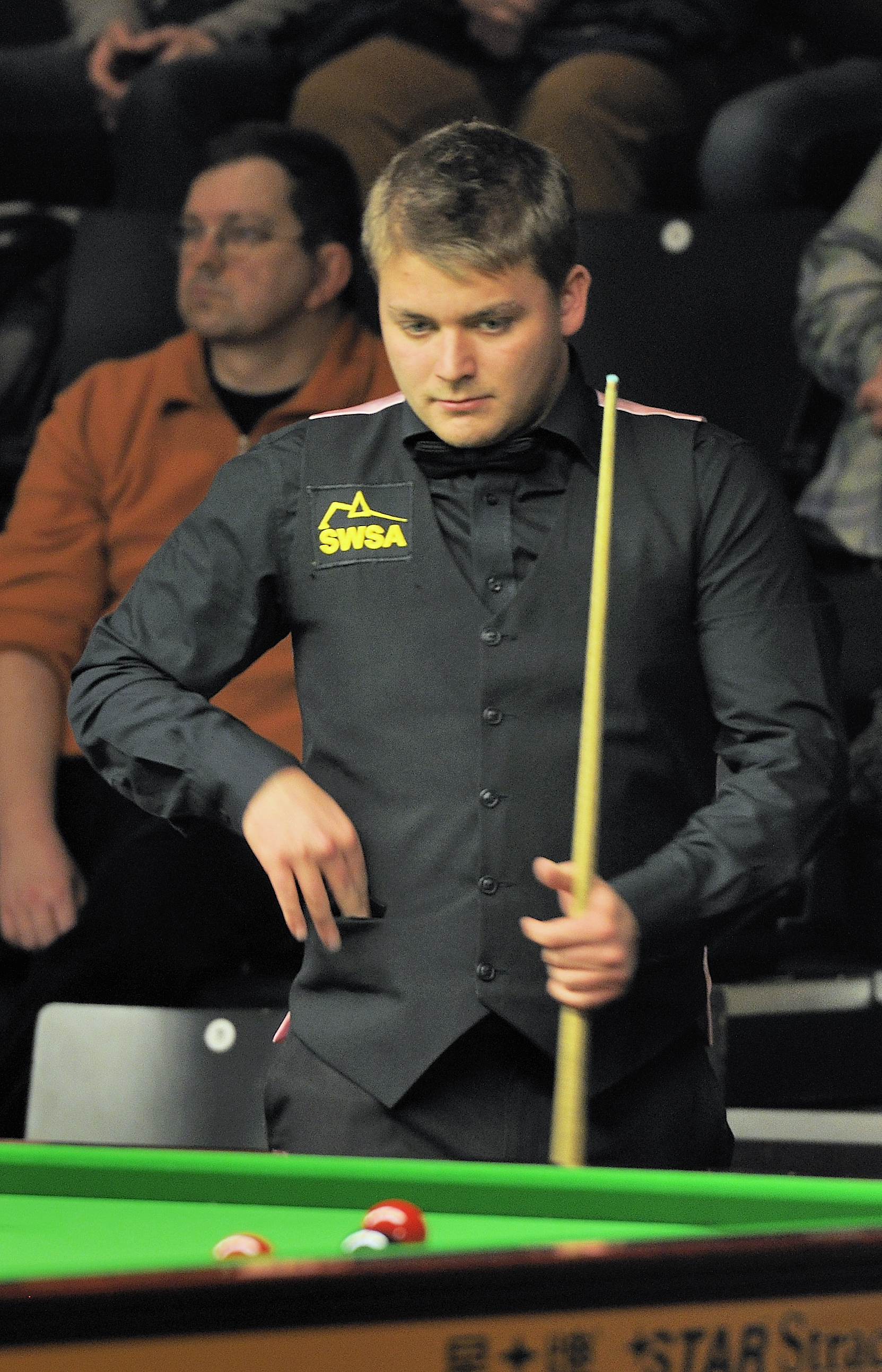
Michael White se qualifie pour la première fois au championnat du monde depuis 2016. Il devient ainsi le deuxième amateur à participer au championnat du monde.

Le dernier tour des qualifications (appelé « Judgement Day » par les Anglais) se déroule sur deux jours, le 12 et 13 avril 2022. Scott Donaldson est le premier à se qualifier, s'imposant contre Allan Taylor (10-1), rejoignant ainsi le Crucible Theatre pour la deuxième fois de sa carrière. Avec sa victoire contre Dominic Dale (10-4), Lü Haotian se qualifie quant à lui pour la troisième fois pour le championnat du monde et s'assure de rester professionnel pour la saison 2022-2023. Après avoir mené 7 manches à 0 contre Tom Ford, le Gallois Jamie Jones, quart de finaliste du championnat du monde 2012 s'impose finalement sur le score de 10 à 5 et évoque sa volonté d'affronter Ronnie O'Sullivan dans le premier tour du grand tableau. À 20 h 45, c'est au tour de Thepchaiya Un-Nooh de valider son ticket pour le Crucible, après une victoire impressionnante contre le récent finaliste du Masters de Turquie, en la personne de Matthew Selt. Le Thaïlandais signe notamment quatre centuries au cours de la partie, dont un 145 et un 138. De son côté, il avoue avoir envie d'affronter Ronnie O'Sullivan ou Zhao Xintong. Michael White réussit l'exploit de devenir le deuxième amateur à fouler les tables du Crucible Theatre, après sa victoire convaincante contre Jordan Brown (10-8). En plus de retrouver le tableau final du mondial pour la première fois en six ans, il s'assure de redevenir professionnel la saison suivante. Stephen Maguire et Ding Junhui parviennent aussi à se sortir des qualifications. Maguire parvient ainsi à poursuivre son record de 19 participations consécutives au championnat du monde, après une victoire contre Zhou Yuelong (10-7),. Ding a également été mis en difficulté par le surprenant amateur David Lilley qui a mené 7-4, avant de perdre toutes les manches suivantes. Pour conclure la première journée, le jeune Ashley Hugill a réussi la performance de se qualifier pour la première fois de sa carrière pour le championnat du monde. Pour ce faire, il a dominé Joe O'Connor (10-7), dans le match des « novices ».
David Gilbert est le premier joueur à se qualifier lors de la deuxième journée, après sa nette victoire contre Anthony Hamilton (10-3). Vers 21 h 00, c'est au tour de la tête de série no 2 des qualifications de le rejoindre, Hossein Vafaei, qui parvient à se débarrasser de Lei Peifan, dans une manche décisive où il s'en sort sur la dernière bille noire. Vafaei devient ainsi le premier joueur iranien à se qualifier pour le championnat du monde. Trois nouveaux joueurs gallois parviennent à se qualifier : Jackson Page, Jamie Clarke et Matthew Stevens. C'est ainsi qu'un total de cinq joueurs gallois sera présent au Crucible. Page se qualifie pour la première fois de sa carrière en dominant David Grace (10-6), avec deux centuries, alors que Clarke parvient à éliminer le champion du monde 2006, Graeme Dott (10-8). Le match se termine sur la noire que Clarke empoche en deux bandes ; le Gallois s'en allonge sur le sol, preuve de son soulagement après un combat acharné. De son côté, Stevens réussit une remontée spectaculaire dans son match qui l'oppose à Ali Carter. Mené 4-0, 5-1 puis 8-6, il s'impose sur le score de 10 à 8 en signant trois centuries dont un break de 139 points. Chris Wakelin et Liam Highfield se qualifient pour la deuxième année consécutive en éliminant respectivement Jimmy Robertson (10-7) et Yuan Sijun (10-7). Enfin, Noppon Saengkham parvient à dominer le récent vainqueur de l'Open de Gibraltar, Robert Milkins (10-8). Il se qualifie ainsi pour la troisième fois au mondial.

### 16esde finale
La première journée débute avec la traditionnelle entrée en matière du tenant du titre qui n'est autre que Mark Selby, opposé à Jamie Jones. Après un départ difficile, Selby parvient à s'en sortir à 6-3 après la première session, avec des séries de 134 et 129,. La session de soirée est assez décousue et Selby parvient à prendre les deux premières manches pour mener 8 à 3. Néanmoins, Jones réagit et prend trois manches à la suite pour revenir à 6-8. C'est alors que Selby réalise un break de 137 points dans la manche no 15. Avec un break de 51 points, Jones parvient à pousser Selby dans une 17e manche qui est remportée par le champion en titre. La première session voit également Zhao Xintong, vainqueur du championnat du Royaume-Uni en décembre dernier, faire ses débuts au Crucible en tant que tête de série. Opposé à Jamie Clarke, Zhao est impressionnant et s'impose sur le score de 10 à 2, signant deux centuries et un total de huit breaks au-dessus de 50 points.

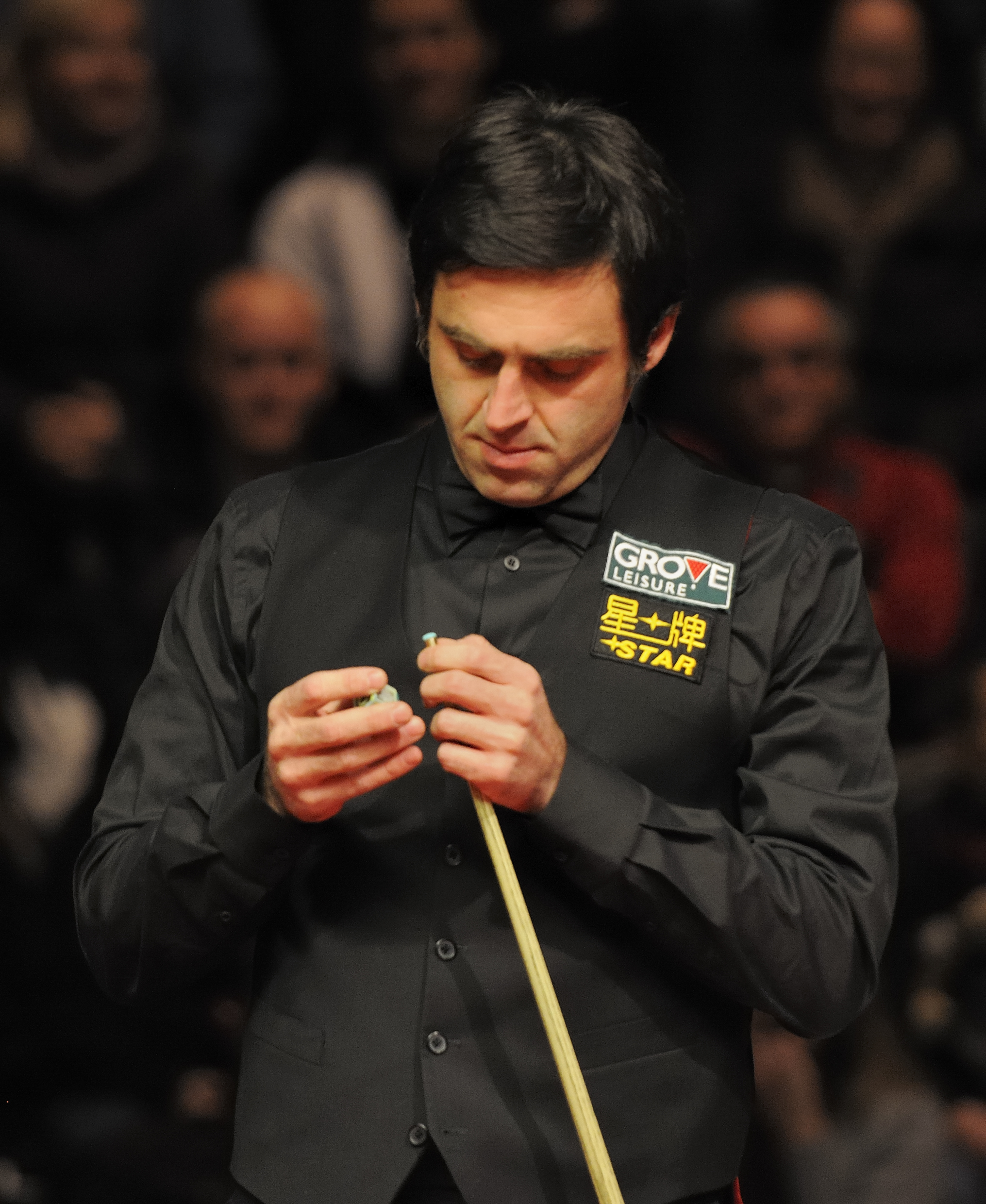
Ronnie O'Sullivan égale Steve Davis et ses trente participations au championnat du monde.

De son côté, Ronnie O'Sullivan fait son entrée en lice contre David Gilbert (19e joueur mondial). Après un départ idéal de Gilbert qui mène rapidement 3-0, O'Sullivan réagit pour terminer la session en tête, à 6-3, avec notamment des breaks de 122 et 104. Dans la deuxième session qui se dispute le lendemain après-midi, David Gilbert parvient à rééquilibrer le score à 5-6, avant qu'O'Sullivan ne remporte les quatre manches suivantes avec des breaks de 109 et 81, pour s'imposer sur le score de 10 à 5.
Barry Hawkins et Shaun Murphy, respectivement têtes de série no 9 et no 10 se retrouvent tous les deux menés par Jackson Page et Stephen Maguire (6-3), avec un Jackson Page qui effectue des débuts tonitruants au Crucible, signant des breaks de 102, 84, 67 et 61 points. Dans la dernière manche de la session, Hawkins s'impose miraculeusement alors qu'il avait besoin d'un snooker. Le dimanche soir, les deux rencontres se terminent. Hawkins semble poursuivre sa remontée, passant de 3-6 à 5-6. À la mini-session, il a toujours une manche de retard et est mené 7-6, avant que Page ne file à 8-6 et que Hawkins revienne encore une fois à une manche de son adversaire. À 8-7 en sa faveur, Page signe des breaks de 128 et 135 points pour remporter son premier match en mondial. Sur l'autre table, Murphy semble lui aussi entamer une remontée, revenant à 5-6 en réalisant notamment son 100e century break au championnat du monde. Maguire parvient cependant à reprendre de l'avance avec plusieurs coups de chance, avant que Murphy ne revienne à 6-7 avant la mi-session. À leur retour de session, les deux joueurs sont les auteurs d'une manche qui restera unique dans l'histoire du Crucible et dans l'histoire de la discipline. Longue de 71 minutes, la manche est marquée par de terribles rebondissements dont des flukes, des snookers, une faute de Murphy qui touche la bille rose en se relevant et des situations de bille libre. Remportée par Murphy sur la noire, l'ancien champion du monde Ken Doherty a rapidement qualifié cette manche de l'une des « plus folles » qu'il n'avait jamais vu. Après cette terrible manche, Murphy parvient à appuyer sur l'accélérateur et remporter la manche no 15 avec un break de 50 points, passant en tête pour la première fois de la rencontre. Pourtant, c'est bien Maguire qui finit par l'emporter en signant des superbes séries de 90 et 82, s'imposant sur le score de 10-8.
Le no 13 mondial, Anthony McGill s'impose dans la difficulté contre le qualifié anglais Liam Highfield (10-7). Après avoir mené 6-3 au terme d'une première session décousue, McGill s'est fait peur en voyant son adversaire revenir à 6-7, avant de mener 9-6. À 9-7 en sa faveur, McGill parvient à s'imposer avec un break de 51 points, bien aidé par un terrible fluke. Mark Williams prend sa revanche sur Michael White qui l'avait battu au même stade de la compétition en 2013, écrasant son adversaire avec un 10-3 et pas moins de quatre centuries, dont un 138. Mark Allen parvient à rejoindre les huitièmes de finale pour la onzième fois de sa carrière, dominant Scott Donaldson sur le score de 10-6, avec deux centuries.
Le favori du tournoi, Neil Robertson, démarre très bien sa campagne avec un break de 127 points. Néanmoins, son adversaire, Ashley Hugill, grand débutant au Crucible, parvient à mener 3-1 à la mi-session. Au retour, Robertson inscrit des breaks de 72, 97, 109 et 132 points pour terminer en tête à 6-3. Le lendemain, le champion du monde 2010 poursuit sur sa lancée et remporte les trois premières manches pour mener 9 à 3. C'est alors que Hugill se relâche et remporte les deux manches suivantes en inscrivant des séries de 51 et 82, avant que Robertson ne termine le travail avec un nouveau break de 109 points. De son côté, Stuart Bingham se débarrasse du jeune Lü Haotian (10-5), de façon très convaincante, inscrivant un record à 140 points, ainsi que sept autres breaks supérieurs à 50 points. La tête de série no 16, le Chinois Yan Bingtao réalise lui aussi une grande performance, s'imposant contre Chris Wakelin sur le score de 10-6, en réalisant deux centuries pour un total de onze séries supérieures à 50 points. Pourtant, son adversaire s'est accroché, remontant par quatre fois des manches où il était mené de près voire plus de 60 points et réalisant également un superbe 130 dans la deuxième manche.
D'abord titillé par le dangereux Thepchaiya Un-Nooh, John Higgins finit par s'imposer sur le score de 10-7. Mené 4-2, Higgins a profité d'une bille bleue manquée par son adversaire pour revenir à hauteur avec des séries de 106 et 98. Un-Nooh a très bien terminé la première session avec un break de 114 points. Dans la deuxième session, Un-Nooh a manqué une bille rouge en diagonale longue après une trentaine de points inscrits. Higgins en a profité pour prendre la manche avec un break de 75 points. Le Thaïlandais a aussitôt riposté avec un break de 77, après que Higgins ait manqué une verte sur sa mouche. Un-Nooh a ensuite commis trop d'erreurs, permettant à John Higgins de prendre les trois manches suivantes avec notamment un centurie à 100 points. Un-Nooh a sauvé la manche suivante (64-51), avant de manquer plusieurs fois sa chance dans la suivante, laissant Higgins finir avec classe. Dans son match qui l'oppose à Matthew Stevens, Jack Lisowski parvient à mener facilement 6-2 avec des records à 106 et 100 points. Cependant, dans la dernière manche de la première session, il manque la bleue en poche centrale et éclate le paquet de rouge, ce qui permet à son adversaire d'inscrire un break de 108 et de revenir à 3-6. Le lendemain après-midi, Stevens effectue un retour en force ; avec des séries à 54, 99 et 69 points, il égalise à 6-6. Néanmoins, Lisowski riposte avec trois breaks convaincants à 78, 51 et 83 points pour mener 9-6. Stevens ne lâche pas l'affaire et revient à 8-9 après que son adversaire ait manqué plusieurs occasions de conclure le match, signant des breaks de 71 et 65. Dans la manche no 18, les deux joueurs commettent à tour de rôle quelques erreurs et c'est Lisowski qui a le dernier mot, s'imposant sur le score de 10 à 8. Dans son entretien d'après-match, Lisowski, natif de Cheltenham, admet avoir joué la rencontre avec « crainte ».

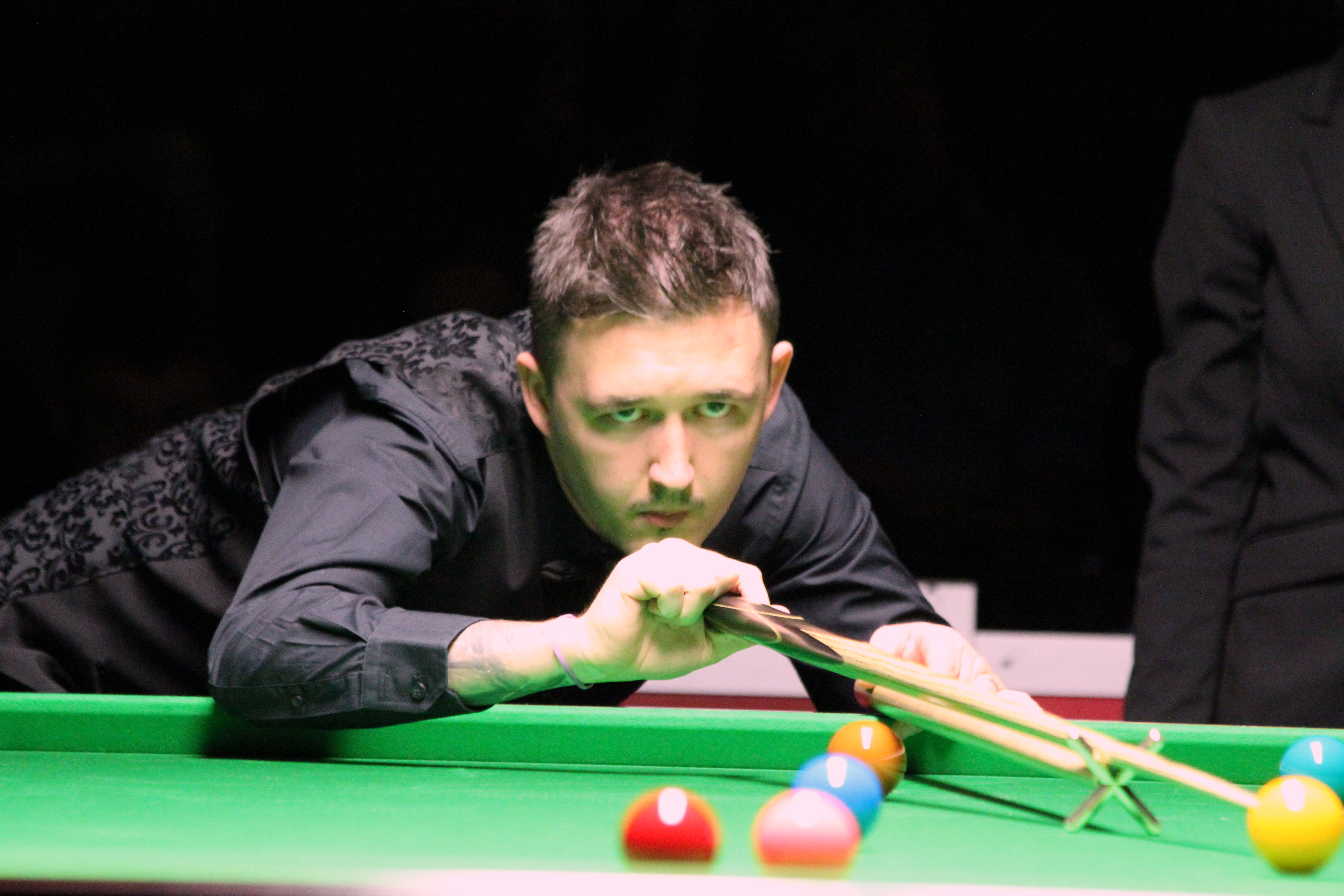
Kyren Wilson, vainqueur d'un match épique contre Ding Junhui.

Le match qui oppose Kyren Wilson et Ding Junhui est certainement le plus attendu du premier tour. Ding démarre la rencontre en trombe, avec des breaks successifs de 64, 110, 51 et 55 points pour mener 3-0, avant que Wilson n'inscrive un century à 101 avant la mi-session. Au retour des joueurs, Wilson, accrocheur, remporte une manche sur le score de 68-57, puis la suivante avec un break de 95 points, pour revenir à 3-3. La première session se termine à 5-4 pour Ding. Dans la première manche de la soirée, Wilson remporte une nouvelle partie décousue sur le score 62-56. Les deux joueurs démontrent ensuite toutes leurs qualités d'empocheurs, réussissent respectivement des breaks de 96, 122 et 117 pour Ding et de 85, 99 et 126 pour Wilson. À 8-8, Wilson prend la main avec une superbe rouge et réussit un break de 65 points, avant de commettre une erreur inattendue qui permet à son adversaire de reprendre la main. Ding entrevoit le gain de la manche, mais manque la bille rose après un break de 54 points, permettant à Wilson de s'offrir une manche de match. Le scénario de la dernière manche est assez semblable : Wilson réussit un break de 62 points avant de rendre la main après une erreur. Cependant, cette fois-ci, Ding rate après 22 points inscrits et préfère concéder le match.
Luca Brecel, auteur d'une belle saison 2021-2022 (victoire à l'Open d'Écosse et finaliste au championnat du Royaume-Uni) est battu assez sévèrement par Noppon Saengkham (10-5). En méforme, Brecel se retrouve mené 6-1, après avoir eu de multiples occasions dont une noire finale manquée dans la deuxième manche. De son côté, le Thaïlandais est plus transcendant, réalisant deux centuries à 110 et 127 points. Brecel sauve les deux dernières manches de la session sans break notable, pour finir à 3-6. Lors de la deuxième session, Saengkham remporte les trois premières manches avec solidité, sans que Brecel n'ait vraiment sa chance. Néanmoins, le Thaïlandais rate une bille après 52 points inscrits, à 9-3, permettant à Brecel de revenir à 4-9. Après un record à 109 points pour Brecel dans la manche suivante, c'est finalement Noppon Saengkham qui s'impose et rejoint le deuxième tour pour la deuxième fois.
Judd Trump, vainqueur du tournoi en 2019, s'impose assez nettement contre l'Iranien Hossein Vafaei (10-4). Dans un match décousu, marqué par de nombreuses erreurs, l'ancien no 1 mondial inscrit quand même un century à 110 points, alors que son adversaire réussit un break à 121 points à la fin du match. Trump est donc le dernier joueur à rejoindre le deuxième tour, cette année.

### 8esde finale
Dans la continuité de son match précédant, Mark Williams s'impose sur le score de 13-3, en deux sessions au lieu de trois, contre le jeune Jackson Page. Au cours du match, Williams est l'auteur de pas moins de six centuries, ainsi que de huit breaks supérieurs à 50 points, s'imposant plus que confortablement et portant son total à dix centuries au championnat cette année.
De son côté, l'Écossais Stephen Maguire poursuit son beau parcours en dominant le no 7 mondial, Zhao Xintong (13-9). La première session a été marquée par un très bon niveau de la part des deux hommes, mais a quand même tourné à l'avantage de Maguire (5-3), qui a signé deux centuries à 102 et 107, contre un 136 pour Zhao. La deuxième a en revanche complètement tourné dans le sens de Maguire qui a remporté six des huit manches disputées, pour filer à 11-5, réalisant des breaks de 82, 64 et 61 points. La dernière session a été dominée par Zhao qui a remporté quatre manches contre deux pour son adversaires. Toutefois, les séries de 81 et 59 ont suffi à l'expérimenté écossais qui rejoint son septième quart de finale au mondial. Il y retrouvera Ronnie O'Sullivan, tombeur de Mark Allen sur le score de 13-4. Allen n'a en effet pas tenu la comparaison, dès la première session, où O'Sullivan a notamment encaissé 296 points sans réplique adverse. La deuxième session a été relativement identique puisque Ronnie a encore une fois remporté six des huit manches disputées en réalisant un centurie, plusieurs séries supérieures à 50 points et en s'élançant dans la construction d'un break royal dans la douzième manche, échouant malgré tout à 88. Menant 12-4, O'Sullivan est revenu le lendemain pour disputer une seule manche qu'il a remporté sur le score de 83 à 20. Motivé à égaler le record de Stephen Hendry, record s'élevant à sept titres de champion du monde, O'Sullivan a affirmé être venu pour gagner le tournoi, pas pour perdre en finale.
La surprise des huitièmes de finale est sans conteste l'élimination du tenant du titre Mark Selby par le Chinois Yan Bingtao sur le score de 13 à 10. Le score était de 4-4 après la première session et de 9-7 en faveur de Yan à l'issue de la deuxième. Ce dernier remporte ensuite les deux premières frames de la dernière session, lui permettant ainsi de mener de quatre frames, 11 à 7. Selby parvient à recoller au score en remportant trois manches consécutives, portant le score à 11-10 pour le chinois. La 22e frame sera extrêmement disputée, très tactique avec une succession d'attaques-défenses et va durer 85 min 22 s, un record depuis que le championnat du monde se déroule au Crucible. La frame la plus longue jusqu'alors avait été disputée en 2019 lors du premier tour entre le Belge Luca Brecel et l'Anglais Gary Wilson et avait duré 79 min 31 s. Yan Bingtao remporte la frame suivante grâce à un break de 112, échouant à empocher la bille jaune, et l'emporte 13 à 10.

## Tableau
|  | 1er tour                   | 1er tour                   | 1er tour                   |                    |                   | 2e tour                    | 2e tour                    | 2e tour                    |  |  | Quarts de finale           | Quarts de finale           | Quarts de finale           |  |  | Demi-finales               | Demi-finales               | Demi-finales               |
|  | au meilleur des 19 manches | au meilleur des 19 manches | au meilleur des 19 manches |                    |                   | au meilleur des 25 manches | au meilleur des 25 manches | au meilleur des 25 manches |  |  | au meilleur des 25 manches | au meilleur des 25 manches | au meilleur des 25 manches |  |  | au meilleur des 33 manches | au meilleur des 33 manches | au meilleur des 33 manches |
|  |                            |                            |                            |                    |                   |                            |                            |                            |  |  |                            |                            |                            |  |  |                            |                            |                            |
|  | 16 avril                   |                            |                            |                    |                   |                            |                            |                            |  |  |                            |                            |                            |  |  |                            |                            |                            |
|  |                            |                            |                            |                    |                   |                            |                            |                            |  |  |                            |                            |                            |  |  |                            |                            |                            |
|  | 1                          | Mark Selby                 | 10                         |                    |                   |                            |                            |                            |  |  |                            |                            |                            |  |  |                            |                            |                            |
|  | 1                          | Mark Selby                 | 10                         | 22 et 23 avril     |                   |                            |                            |                            |  |  |                            |                            |                            |  |  |                            |                            |                            |
|  | 37                         | Jamie Jones                | 7                          |                    |                   |                            |                            |                            |  |  |                            |                            |                            |  |  |                            |                            |                            |
|  | 37                         | Jamie Jones                | 7                          | 1                  | Mark Selby        | 10                         |                            |                            |  |  |                            |                            |                            |  |  |                            |                            |                            |
|  | 19 avril                   |                            |                            | 1                  | Mark Selby        | 10                         |                            |                            |  |  |                            |                            |                            |  |  |                            |                            |                            |
|  |                            | 16                         | Yan Bingtao                | 13                 |                   |                            |                            |                            |  |  |                            |                            |                            |  |  |                            |                            |                            |
|  | 16                         | 16                         | Yan Bingtao                | 13                 | Yan Bingtao       | 10                         |                            |                            |  |  |                            |                            |                            |  |  |                            |                            |                            |
|  | 16                         |                            |                            |                    | Yan Bingtao       | 10                         | 26 et 27 avril             |                            |  |  |                            |                            |                            |  |  |                            |                            |                            |
|  | 62                         | Chris Wakelin              | 6                          |                    |                   |                            |                            |                            |  |  |                            |                            |                            |  |  |                            |                            |                            |
|  | 62                         | Chris Wakelin              | 6                          | 16                 | Yan Bingtao       | 11                         |                            |                            |  |  |                            |                            |                            |  |  |                            |                            |                            |
|  | 16 et 17 avril             |                            |                            | 16                 | Yan Bingtao       | 11                         |                            |                            |  |  |                            |                            |                            |  |  |                            |                            |                            |
|  |                            | 8                          | Mark Williams              | 13                 |                   |                            |                            |                            |  |  |                            |                            |                            |  |  |                            |                            |                            |
|  | 9                          | 8                          | Mark Williams              | 13                 | Barry Hawkins     | 7                          |                            |                            |  |  |                            |                            |                            |  |  |                            |                            |                            |
|  | 9                          | 21 et 22 avril             |                            |                    | Barry Hawkins     | 7                          |                            |                            |  |  |                            |                            |                            |  |  |                            |                            |                            |
|  | 90                         | Jackson Page               | 10                         |                    |                   |                            |                            |                            |  |  |                            |                            |                            |  |  |                            |                            |                            |
|  | 90                         | Jackson Page               | 10                         | 90                 | Jackson Page      | 3                          |                            |                            |  |  |                            |                            |                            |  |  |                            |                            |                            |
|  | 17 et 18 avril             |                            |                            | 90                 | Jackson Page      | 3                          |                            |                            |  |  |                            |                            |                            |  |  |                            |                            |                            |
|  |                            | 8                          | Mark Williams              | 13                 |                   |                            |                            |                            |  |  |                            |                            |                            |  |  |                            |                            |                            |
|  | 8                          | 8                          | Mark Williams              | 13                 | Mark Williams     | 10                         |                            |                            |  |  |                            |                            |                            |  |  |                            |                            |                            |
|  | 8                          |                            |                            |                    | Mark Williams     | 10                         | 28, 29 et 30 avril         |                            |  |  |                            |                            |                            |  |  |                            |                            |                            |
|  | A                          | Michael White              | 3                          |                    |                   |                            |                            |                            |  |  |                            |                            |                            |  |  |                            |                            |                            |
|  | A                          | Michael White              | 3                          | 8                  | Mark Williams     | 16                         |                            |                            |  |  |                            |                            |                            |  |  |                            |                            |                            |
|  | 20 avril                   |                            |                            | 8                  | Mark Williams     | 16                         |                            |                            |  |  |                            |                            |                            |  |  |                            |                            |                            |
|  |                            | 4                          | Judd Trump                 | 17                 |                   |                            |                            |                            |  |  |                            |                            |                            |  |  |                            |                            |                            |
|  | 5                          | 4                          | Judd Trump                 | 17                 | Kyren Wilson      | 10                         |                            |                            |  |  |                            |                            |                            |  |  |                            |                            |                            |
|  | 5                          | 24 et 25 avril             |                            |                    | Kyren Wilson      | 10                         |                            |                            |  |  |                            |                            |                            |  |  |                            |                            |                            |
|  | 29                         | Ding Junhui                | 8                          |                    |                   |                            |                            |                            |  |  |                            |                            |                            |  |  |                            |                            |                            |
|  | 29                         | Ding Junhui                | 8                          | 5                  | Kyren Wilson      | 9                          |                            |                            |  |  |                            |                            |                            |  |  |                            |                            |                            |
|  | 18 et 19 avril             |                            |                            | 5                  | Kyren Wilson      | 9                          |                            |                            |  |  |                            |                            |                            |  |  |                            |                            |                            |
|  |                            | 12                         | Stuart Bingham             | 13                 |                   |                            |                            |                            |  |  |                            |                            |                            |  |  |                            |                            |                            |
|  | 12                         | 12                         | Stuart Bingham             | 13                 | Stuart Bingham    | 10                         |                            |                            |  |  |                            |                            |                            |  |  |                            |                            |                            |
|  | 12                         |                            |                            |                    | Stuart Bingham    | 10                         | 26 et 27 avril             |                            |  |  |                            |                            |                            |  |  |                            |                            |                            |
|  | 64                         | Lyu Haotian                | 5                          |                    |                   |                            |                            |                            |  |  |                            |                            |                            |  |  |                            |                            |                            |
|  | 64                         | Lyu Haotian                | 5                          | 12                 | Stuart Bingham    | 8                          |                            |                            |  |  |                            |                            |                            |  |  |                            |                            |                            |
|  | 17 et 18 avril             |                            |                            | 12                 | Stuart Bingham    | 8                          |                            |                            |  |  |                            |                            |                            |  |  |                            |                            |                            |
|  |                            | 4                          | Judd Trump                 | 13                 |                   |                            |                            |                            |  |  |                            |                            |                            |  |  |                            |                            |                            |
|  | 13                         | 4                          | Judd Trump                 | 13                 | Anthony McGill    | 10                         |                            |                            |  |  |                            |                            |                            |  |  |                            |                            |                            |
|  | 13                         | 23, 24 et 25 avril         |                            |                    | Anthony McGill    | 10                         |                            |                            |  |  |                            |                            |                            |  |  |                            |                            |                            |
|  | 43                         | Liam Highfield             | 7                          |                    |                   |                            |                            |                            |  |  |                            |                            |                            |  |  |                            |                            |                            |
|  | 43                         | Liam Highfield             | 7                          | 13                 | Anthony McGill    | 11                         |                            |                            |  |  |                            |                            |                            |  |  |                            |                            |                            |
|  | 20 et 21 avril             |                            |                            | 13                 | Anthony McGill    | 11                         |                            |                            |  |  |                            |                            |                            |  |  |                            |                            |                            |
|  |                            | 4                          | Judd Trump                 | 13                 |                   |                            |                            |                            |  |  |                            |                            |                            |  |  |                            |                            |                            |
|  | 4                          | 4                          | Judd Trump                 | 13                 | Judd Trump        | 10                         |                            |                            |  |  |                            |                            |                            |  |  |                            |                            |                            |
|  | 4                          |                            |                            |                    |                   | 10                         |                            |                            |  |  |                            |                            |                            |  |  |                            |                            |                            |
|  | 18                         | Hossein Vafaei             | 4                          |                    |                   |                            |                            |                            |  |  |                            |                            |                            |  |  |                            |                            |                            |
|  | 18                         | Hossein Vafaei             | 4                          |                    |                   |                            |                            |                            |  |  |                            |                            |                            |  |  |                            |                            |                            |
|  | 18 et 19 avril             |                            |                            |                    |                   |                            |                            |                            |  |  |                            |                            |                            |  |  |                            |                            |                            |
|  |                            |                            |                            |                    |                   |                            |                            |                            |  |  |                            |                            |                            |  |  |                            |                            |                            |
|  | 3                          | Neil Robertson             | 10                         |                    |                   |                            |                            |                            |  |  |                            |                            |                            |  |  |                            |                            |                            |
|  | 3                          | Neil Robertson             | 10                         | 23, 24 et 25 avril |                   |                            |                            |                            |  |  |                            |                            |                            |  |  |                            |                            |                            |
|  | 77                         | Ashley Hugill              | 5                          |                    |                   |                            |                            |                            |  |  |                            |                            |                            |  |  |                            |                            |                            |
|  | 77                         | Ashley Hugill              | 5                          | 3                  | Neil Robertson    | 12                         |                            |                            |  |  |                            |                            |                            |  |  |                            |                            |                            |
|  | 19 et 20 avril             |                            |                            | 3                  | Neil Robertson    | 12                         |                            |                            |  |  |                            |                            |                            |  |  |                            |                            |                            |
|  |                            | 14                         | Jack Lisowski              | 13                 |                   |                            |                            |                            |  |  |                            |                            |                            |  |  |                            |                            |                            |
|  | 14                         | 14                         | Jack Lisowski              | 13                 | Jack Lisowski     | 10                         |                            |                            |  |  |                            |                            |                            |  |  |                            |                            |                            |
|  | 14                         |                            |                            |                    | Jack Lisowski     | 10                         | 26 et 27 avril             |                            |  |  |                            |                            |                            |  |  |                            |                            |                            |
|  | 55                         | Matthew Stevens            | 8                          |                    |                   |                            |                            |                            |  |  |                            |                            |                            |  |  |                            |                            |                            |
|  | 55                         | Matthew Stevens            | 8                          | 14                 | Jack Lisowski     | 12                         |                            |                            |  |  |                            |                            |                            |  |  |                            |                            |                            |
|  | 20 et 21 avril             |                            |                            | 14                 | Jack Lisowski     | 12                         |                            |                            |  |  |                            |                            |                            |  |  |                            |                            |                            |
|  |                            | 6                          | John Higgins               | 13                 |                   |                            |                            |                            |  |  |                            |                            |                            |  |  |                            |                            |                            |
|  | 11                         | 6                          | John Higgins               | 13                 | Luca Brecel       | 5                          |                            |                            |  |  |                            |                            |                            |  |  |                            |                            |                            |
|  | 11                         | 24 et 25 avril             |                            |                    | Luca Brecel       | 5                          |                            |                            |  |  |                            |                            |                            |  |  |                            |                            |                            |
|  | 38                         | Noppon Saengkham           | 10                         |                    |                   |                            |                            |                            |  |  |                            |                            |                            |  |  |                            |                            |                            |
|  | 38                         | Noppon Saengkham           | 10                         | 38                 | Noppon Saengkham  | 7                          |                            |                            |  |  |                            |                            |                            |  |  |                            |                            |                            |
|  | 19 et 20 avril             |                            |                            | 38                 | Noppon Saengkham  | 7                          |                            |                            |  |  |                            |                            |                            |  |  |                            |                            |                            |
|  |                            | 6                          | John Higgins               | 13                 |                   |                            |                            |                            |  |  |                            |                            |                            |  |  |                            |                            |                            |
|  | 6                          | 6                          | John Higgins               | 13                 | John Higgins      | 10                         |                            |                            |  |  |                            |                            |                            |  |  |                            |                            |                            |
|  | 6                          |                            |                            |                    | John Higgins      | 10                         | 28, 29 et 30 avril         |                            |  |  |                            |                            |                            |  |  |                            |                            |                            |
|  | 53                         | Thepchaiya Un-Nooh         | 7                          |                    |                   |                            |                            |                            |  |  |                            |                            |                            |  |  |                            |                            |                            |
|  | 53                         | Thepchaiya Un-Nooh         | 7                          | 6                  | John Higgins      | 11                         |                            |                            |  |  |                            |                            |                            |  |  |                            |                            |                            |
|  | 16 et 17 avril             |                            |                            | 6                  | John Higgins      | 11                         |                            |                            |  |  |                            |                            |                            |  |  |                            |                            |                            |
|  |                            | 2                          | Ronnie O'Sullivan          | 17                 |                   |                            |                            |                            |  |  |                            |                            |                            |  |  |                            |                            |                            |
|  | 7                          | 2                          | Ronnie O'Sullivan          | 17                 | Zhao Xintong      | 10                         |                            |                            |  |  |                            |                            |                            |  |  |                            |                            |                            |
|  | 7                          | 21, 22 et 23 avril         |                            |                    | Zhao Xintong      | 10                         |                            |                            |  |  |                            |                            |                            |  |  |                            |                            |                            |
|  | 66                         | Jamie Clarke               | 2                          |                    |                   |                            |                            |                            |  |  |                            |                            |                            |  |  |                            |                            |                            |
|  | 66                         | Jamie Clarke               | 2                          | 7                  | Zhao Xintong      | 9                          |                            |                            |  |  |                            |                            |                            |  |  |                            |                            |                            |
|  | 16 et 17 avril             |                            |                            | 7                  | Zhao Xintong      | 9                          |                            |                            |  |  |                            |                            |                            |  |  |                            |                            |                            |
|  |                            | 41                         | Stephen Maguire            | 13                 |                   |                            |                            |                            |  |  |                            |                            |                            |  |  |                            |                            |                            |
|  | 10                         | 41                         | Stephen Maguire            | 13                 | Shaun Murphy      | 8                          |                            |                            |  |  |                            |                            |                            |  |  |                            |                            |                            |
|  | 10                         |                            |                            |                    | Shaun Murphy      | 8                          | 26 et 27 avril             |                            |  |  |                            |                            |                            |  |  |                            |                            |                            |
|  | 41                         | Stephen Maguire            | 10                         |                    |                   |                            |                            |                            |  |  |                            |                            |                            |  |  |                            |                            |                            |
|  | 41                         | Stephen Maguire            | 10                         | 41                 | Stephen Maguire   | 5                          |                            |                            |  |  |                            |                            |                            |  |  |                            |                            |                            |
|  | 17 et 18 avril             |                            |                            | 41                 | Stephen Maguire   | 5                          |                            |                            |  |  |                            |                            |                            |  |  |                            |                            |                            |
|  |                            | 2                          | Ronnie O'Sullivan          | 13                 |                   |                            |                            |                            |  |  |                            |                            |                            |  |  |                            |                            |                            |
|  | 15                         | 2                          | Ronnie O'Sullivan          | 13                 | Mark Allen        | 10                         |                            |                            |  |  |                            |                            |                            |  |  |                            |                            |                            |
|  | 15                         | 22 et 23 avril             |                            |                    | Mark Allen        | 10                         |                            |                            |  |  |                            |                            |                            |  |  |                            |                            |                            |
|  | 49                         | Scott Donaldson            | 6                          |                    |                   |                            |                            |                            |  |  |                            |                            |                            |  |  |                            |                            |                            |
|  | 49                         | Scott Donaldson            | 6                          | 15                 | Mark Allen        | 4                          |                            |                            |  |  |                            |                            |                            |  |  |                            |                            |                            |
|  | 16 et 17 avril             |                            |                            | 15                 | Mark Allen        | 4                          |                            |                            |  |  |                            |                            |                            |  |  |                            |                            |                            |
|  |                            | 2                          | Ronnie O'Sullivan          | 13                 |                   |                            |                            |                            |  |  |                            |                            |                            |  |  |                            |                            |                            |
|  | 2                          | 2                          | Ronnie O'Sullivan          | 13                 | Ronnie O'Sullivan | 10                         |                            |                            |  |  |                            |                            |                            |  |  |                            |                            |                            |
|  | 2                          |                            |                            |                    |                   | 10                         |                            |                            |  |  |                            |                            |                            |  |  |                            |                            |                            |
|  | 19                         | David Gilbert              | 5                          |                    |                   |                            |                            |                            |  |  |                            |                            |                            |  |  |                            |                            |                            |
|  | 19                         | David Gilbert              | 5                          |                    |                   |                            |                            |                            |  |  |                            |                            |                            |  |  |                            |                            |                            |

| Finale (au meilleur des 35 manches) Crucible Theatre, Sheffield, 1er et 2 mai Arbitre : Olivier Marteel |                                         |                   |
| Judd Trump                                                                                              | 13 - 18                                 | Ronnie O'Sullivan |
| 7 3 109                                                                                                 | Demi-centuries Centuries Meilleur break | 12 3 120          |
| Ronnie O'Sullivan remporte le Championnat du monde 2022                                                 |                                         |                   |

## Finale
La finale se joue au meilleur des 35 manches. Les sessions se déroulent selon le format suivant : 8 manches pour la 1re session, 9 pour la 2e session, au maximum 8 pour la 3e session (si chaque finaliste remporte au moins 7 manches) et au maximum 10 pour la 4e session (en cas de manche décisive).
| Joueur            | Manche 1  | Manche 2     | Manche 3  | Manche 4 | Manche 5  | Manche 6  | Manche 7 | Manche 8  | Manche 9 | Manche 10 | Session | Cumul |
| ----------------- | --------- | ------------ | --------- | -------- | --------- | --------- | -------- | --------- | -------- | --------- | ------- | ----- |
| Session 1         |           |              |           |          |           |           |          |           |          |           |         |       |
| Judd Trump        | 98 (72)   | 0            | 1         | 66 (52)  | 13        | 4         | 98 (97)  | 79        | -        | -         | 3       | 3     |
| Ronnie O'Sullivan | 0         | 120 (120)    | 78 (68)   | 73       | 62        | 105 (105) | 0        | 50        | -        | -         | 5       | 5     |
| Session 2         |           |              |           |          |           |           |          |           |          |           |         |       |
| Judd Trump        | 100 (73)  | 7            | 9         | 15       | 0         | 26        | 80 (80)  | 0         | 33       | -         | 2       | 5     |
| Ronnie O'Sullivan | 36        | 117 (66, 50) | 122 (118) | 107 (97) | 77        | 94        | 4        | 79 (60)   | 88 (88)  | -         | 7       | 12    |
| Session 3         |           |              |           |          |           |           |          |           |          |           |         |       |
| Judd Trump        | 115 (107) | 90 (59)      | 81        | 45       | 66        | 60        | 1        | 126 (105) | -        | -         | 6       | 11    |
| Ronnie O'Sullivan | 22        | 25           | 0         | 71 (64)  | 20        | 51        | 68 (55)  | 0         | -        | -         | 2       | 14    |
| Session 4         |           |              |           |          |           |           |          |           |          |           |         |       |
| Judd Trump        | 12        | 12           | 72 (64)   | 1        | 151 (109) | 0         | -        | -         | -        | -         | 2       | 13    |
| Ronnie O'Sullivan | 82 (82)   | 88 (88)      | 27        | 91 (75)  | 0         | 93 (85)   | -        | -         | -        | -         | 4       | 18    |

Entre parenthèses les centuries et demi-centuries.

## Qualifications
128 joueurs participent aux quatre tours de qualifications à l'issue desquels il n'en reste que 16 qui disputeront le tournoi principal au Crucible Theatre de Sheffield. Les qualifications se déroulent du 4 au 13 avril 2022 à l'English Institute of Sport à Sheffield.
Le tournoi de qualification est tenu selon le même format que la saison précédente. Les joueurs entrent dans la compétition de façon échelonnée :
- 1er tour : 32 têtes de séries (65 à 96) dont les classements mondiaux vont de la 81e à 112e place sont opposées à 32 autres joueurs invités, amateurs et professionnels moins bien classés ;
- 2e tour : les 32 joueurs qualifiés du tour précédent affrontent 32 joueurs classés entre les 49e et 80e places (têtes de séries 33 à 64) ;
- 3e tour : les 32 joueurs qualifiés du tour précédent affrontent 32 joueurs classés entre les 17e et 48e places (têtes de séries 1 à 32) ;
- 4e tour : il oppose les 32 rescapés du 3e tour. Les 16 vainqueurs sont qualifiés pour le tournoi principal.

Les rencontres des 3 premiers tours se jouent au meilleur des 11 manches et celles du 4e et dernier tour au meilleur des 19 manches.
Un perdant au 1er tour ne remporte pas d'argent, il empoche 5 000 £ au 2e tour, 10 000 £ au 3e tour et 15 000 £ au 4e tour. Les 16 qualifiés à l'issue du 4e tour remportent quant à eux chacun 20 000 £.
|  | 1er tour au meilleur des 11 manches | 1er tour au meilleur des 11 manches | 1er tour au meilleur des 11 manches |  |  | 2e tour au meilleur des 11 manches | 2e tour au meilleur des 11 manches | 2e tour au meilleur des 11 manches |  |  | 3e tour au meilleur des 11 manches | 3e tour au meilleur des 11 manches | 3e tour au meilleur des 11 manches |  |    | 4e tour au meilleur des 19 manches | 4e tour au meilleur des 19 manches | 4e tour au meilleur des 19 manches |
|  |                                     |                                     |                                     |  |  |                                    |                                    |                                    |  |  |                                    |                                    |                                    |  |    |                                    |                                    |                                    |
|  | 81                                  | Zhao Jianbo                         | 4                                   |  |  | 80                                 | Allan Taylor                       | 6                                  |  |  | 17                                 | Ricky Walden                       | 4                                  |  |    |                                    |                                    |                                    |
|  |                                     | Michael Judge                       | 6                                   |  |  |                                    | Michael Judge                      | 5                                  |  |  | 80                                 | Allan Taylor                       | 6                                  |  |    | 80                                 | Allan Taylor                       | 1                                  |
|  | 112                                 | Alfie Burden                        | 4                                   |  |  | 49                                 | Scott Donaldson                    | 6                                  |  |  | 48                                 | Li Hang                            | 5                                  |  | 49 | Scott Donaldson                    | 10                                 |                                    |
|  |                                     | Robbie McGuigan                     | 6                                   |  |  |                                    | Robbie McGuigan                    | 0                                  |  |  | 49                                 | Scott Donaldson                    | 6                                  |  |    |                                    |                                    |                                    |
|  |                                     |                                     |                                     |  |  |                                    |                                    |                                    |  |  |                                    |                                    |                                    |  |    |                                    |                                    |                                    |
|  | 96                                  | Duane Jones                         | 6                                   |  |  | 65                                 | Dominic Dale                       | 6                                  |  |  | 32                                 | Liang Wenbo                        | w/d                                |  |    |                                    |                                    |                                    |
|  |                                     | Nutcharut Wongharuthai              | 2                                   |  |  | 96                                 | Duane Jones                        | 3                                  |  |  | 65                                 | Dominic Dale                       | w/o                                |  |    | 65                                 | Dominic Dale                       | 4                                  |
|  | 97                                  | Xu Si                               | 6                                   |  |  | 64                                 | Lyu Haotian                        | 6                                  |  |  | 33                                 | Lu Ning                            | 3                                  |  | 64 | Lyu Haotian                        | 10                                 |                                    |
|  |                                     | Michael Collumb                     | 4                                   |  |  | 97                                 | Xu Si                              | 4                                  |  |  | 64                                 | Lyu Haotian                        | 6                                  |  |    |                                    |                                    |                                    |
|  |                                     |                                     |                                     |  |  |                                    |                                    |                                    |  |  |                                    |                                    |                                    |  |    |                                    |                                    |                                    |
|  | 104                                 | Zhang Jiankang                      | 6                                   |  |  | 57                                 | Sunny Akani                        | 4                                  |  |  | 40                                 | Stephen Maguire                    | 6                                  |  |    |                                    |                                    |                                    |
|  |                                     | John Astley                         | 4                                   |  |  | 104                                | Zhang Jiankang                     | 6                                  |  |  | 104                                | Zhang Jiankang                     | 3                                  |  |    | 40                                 | Stephen Maguire                    | 10                                 |
|  | 89                                  | Zhang Anda                          | 6                                   |  |  | 72                                 | Andy Hicks                         | 4                                  |  |  | 25                                 | Zhou Yuelong                       | 6                                  |  | 25 | Zhou Yuelong                       | 7                                  |                                    |
|  |                                     | Anton Kazakov                       | 0                                   |  |  | 89                                 | Zhang Anda                         | 6                                  |  |  | 89                                 | Zhang Anda                         | 5                                  |  |    |                                    |                                    |                                    |
|  |                                     |                                     |                                     |  |  |                                    |                                    |                                    |  |  |                                    |                                    |                                    |  |    |                                    |                                    |                                    |
|  | 105                                 | Fraser Patrick                      | 1                                   |  |  | 56                                 | Martin O'Donnell                   | 2                                  |  |  | 41                                 | Mark King                          | 1                                  |  |    |                                    |                                    |                                    |
|  |                                     | Michael White                       | 6                                   |  |  |                                    | Michael White                      | 6                                  |  |  |                                    | Michael White                      | 6                                  |  |    |                                    | Michael White                      | 10                                 |
|  | 88                                  | Aaron Hill                          | 4                                   |  |  | 73                                 | Fergal O'Brien                     | 5                                  |  |  | 24                                 | Jordan Brown                       | 6                                  |  | 24 | Jordan Brown                       | 8                                  |                                    |
|  |                                     | Liam Davies                         | 6                                   |  |  |                                    | Liam Davies                        | 6                                  |  |  |                                    | Liam Davies                        | 5                                  |  |    |                                    |                                    |                                    |
|  |                                     |                                     |                                     |  |  |                                    |                                    |                                    |  |  |                                    |                                    |                                    |  |    |                                    |                                    |                                    |
|  | 85                                  | Lukas Kleckers                      | 6                                   |  |  | 76                                 | Nigel Bond                         | 1                                  |  |  | 21                                 | Matthew Selt                       | 6                                  |  |    |                                    |                                    |                                    |
|  |                                     | Soheil Vahedi                       | 3                                   |  |  | 85                                 | Lukas Kleckers                     | 6                                  |  |  | 85                                 | Lukas Kleckers                     | 5                                  |  |    | 21                                 | Matthew Selt                       | 7                                  |
|  | 108                                 | Andrew Pagett                       | 6                                   |  |  | 53                                 | Thepchaiya Un-Nooh                 | 6                                  |  |  | 44                                 | Jak Jones                          | 5                                  |  | 53 | Thepchaiya Un-Nooh                 | 10                                 |                                    |
|  |                                     | Jimmy White                         | 2                                   |  |  | 108                                | Andrew Pagett                      | 4                                  |  |  | 53                                 | Thepchaiya Un-Nooh                 | 6                                  |  |    |                                    |                                    |                                    |
|  |                                     |                                     |                                     |  |  |                                    |                                    |                                    |  |  |                                    |                                    |                                    |  |    |                                    |                                    |                                    |
|  | 92                                  | Hammad Miah                         | 6                                   |  |  | 69                                 | Michael Holt                       | 6                                  |  |  | 28                                 | Tom Ford                           | 6                                  |  |    |                                    |                                    |                                    |
|  |                                     | Chen Zifan                          | 3                                   |  |  | 92                                 | Hammad Miah                        | 1                                  |  |  | 69                                 | Michael Holt                       | 3                                  |  |    | 28                                 | Tom Ford                           | 5                                  |
|  | 101                                 | Louis Heathcote                     | 6                                   |  |  | 60                                 | Mark Joyce                         | 6                                  |  |  | 37                                 | Jamie Jones                        | 6                                  |  | 37 | Jamie Jones                        | 10                                 |                                    |
|  |                                     | Ben Mertens                         | 5                                   |  |  | 101                                | Louis Heathcote                    | 5                                  |  |  | 60                                 | Mark Joyce                         | 1                                  |  |    |                                    |                                    |                                    |
|  |                                     |                                     |                                     |  |  |                                    |                                    |                                    |  |  |                                    |                                    |                                    |  |    |                                    |                                    |                                    |
|  | 100                                 | Craig Steadman                      | 4                                   |  |  | 61                                 | Robbie Williams                    | 3                                  |  |  | 36                                 | Kurt Maflin                        | 1                                  |  |    |                                    |                                    |                                    |
|  |                                     | David Lilley                        | 6                                   |  |  |                                    | David Lilley                       | 6                                  |  |  |                                    | David Lilley                       | 6                                  |  |    |                                    | David Lilley                       | 7                                  |
|  | 93                                  | Lee Walker                          | 6                                   |  |  | 68                                 | Tian Pengfei                       | 6                                  |  |  | 29                                 | Ding Junhui                        | 6                                  |  | 29 | Ding Junhui                        | 10                                 |                                    |
|  |                                     | Reanne Evans                        | 2                                   |  |  | 93                                 | Lee Walker                         | 4                                  |  |  | 68                                 | Tian Pengfei                       | 4                                  |  |    |                                    |                                    |                                    |
|  |                                     |                                     |                                     |  |  |                                    |                                    |                                    |  |  |                                    |                                    |                                    |  |    |                                    |                                    |                                    |
|  | 109                                 | Barry Pinches                       | 6                                   |  |  | 52                                 | Joe O'Connor                       | 6                                  |  |  | 45                                 | Ben Woollaston                     | 1                                  |  |    |                                    |                                    |                                    |
|  |                                     | Lee Stephens                        | 3                                   |  |  | 109                                | Barry Pinches                      | 4                                  |  |  | 52                                 | Joe O'Connor                       | 6                                  |  |    | 52                                 | Joe O'Connor                       | 7                                  |
|  | 84                                  | Ben Hancorn                         | 3                                   |  |  | 77                                 | Ashley Hugill                      | 6                                  |  |  | 20                                 | Martin Gould                       | 5                                  |  | 77 | Ashley Hugill                      | 10                                 |                                    |
|  |                                     | Dean Young                          | 6                                   |  |  |                                    | Dean Young                         | 0                                  |  |  | 77                                 | Ashley Hugill                      | 6                                  |  |    |                                    |                                    |                                    |
|  |                                     |                                     |                                     |  |  |                                    |                                    |                                    |  |  |                                    |                                    |                                    |  |    |                                    |                                    |                                    |
|  | 83                                  | Rory McLeod                         | 6                                   |  |  | 78                                 | Ken Doherty                        | 4                                  |  |  | 19                                 | David Gilbert                      | 6                                  |  |    |                                    |                                    |                                    |
|  |                                     | Ng On-yee                           | 2                                   |  |  | 83                                 | Rory McLeod                        | 6                                  |  |  | 83                                 | Rory McLeod                        | 1                                  |  |    | 19                                 | David Gilbert                      | 10                                 |
|  | 110                                 | Ian Burns                           | 6                                   |  |  | 51                                 | Elliot Slessor                     | 6                                  |  |  | 46                                 | Anthony Hamilton                   | 6                                  |  | 46 | Anthony Hamilton                   | 3                                  |                                    |
|  |                                     | Marco Fu                            | 5                                   |  |  | 110                                | Ian Burns                          | 0                                  |  |  | 51                                 | Elliot Slessor                     | 2                                  |  |    |                                    |                                    |                                    |
|  |                                     |                                     |                                     |  |  |                                    |                                    |                                    |  |  |                                    |                                    |                                    |  |    |                                    |                                    |                                    |
|  | 94                                  | Peter Devlin                        | 6                                   |  |  | 67                                 | Oliver Lines                       | 6                                  |  |  | 30                                 | Jimmy Robertson                    | 6                                  |  |    |                                    |                                    |                                    |
|  |                                     | Yorrit Hoes                         | 1                                   |  |  | 94                                 | Peter Devlin                       | 1                                  |  |  | 67                                 | Oliver Lines                       | 4                                  |  |    | 30                                 | Jimmy Robertson                    | 7                                  |
|  | 9                                   | Jamie Wilson                        | 6                                   |  |  | 62                                 | Chris Wakelin                      | 6                                  |  |  | 35                                 | Fan Zhengyi                        | 5                                  |  | 62 | Chris Wakelin                      | 10                                 |                                    |
|  |                                     | Jake Crofts                         | 2                                   |  |  | 99                                 | Jamie Wilson                       | 2                                  |  |  | 62                                 | Chris Wakelin                      | 6                                  |  |    |                                    |                                    |                                    |
|  |                                     |                                     |                                     |  |  |                                    |                                    |                                    |  |  |                                    |                                    |                                    |  |    |                                    |                                    |                                    |
|  | 102                                 | Chang Bingyu                        | 5                                   |  |  | 59                                 | Andrew Higginson                   | 4                                  |  |  | 38                                 | Noppon Saengkham                   | 6                                  |  |    |                                    |                                    |                                    |
|  |                                     | Daniel Wells                        | 6                                   |  |  |                                    | Daniel Wells                       | 6                                  |  |  |                                    | Daniel Wells                       | 3                                  |  |    | 38                                 | Noppon Saengkham                   | 10                                 |
|  | 91                                  | Peter Lines                         | 5                                   |  |  | 70                                 | Cao Yupeng                         | 6                                  |  |  | 27                                 | Robert Milkins                     | 6                                  |  | 27 | Robert Milkins                     | 8                                  |                                    |
|  |                                     | Sanderson Lam                       | 6                                   |  |  |                                    | Sanderson Lam                      | 1                                  |  |  | 70                                 | Cao Yupeng                         | 3                                  |  |    |                                    |                                    |                                    |
|  |                                     |                                     |                                     |  |  |                                    |                                    |                                    |  |  |                                    |                                    |                                    |  |    |                                    |                                    |                                    |
|  | 107                                 | Jamie O'Neill                       | 4                                   |  |  | 64                                 | Mark Davis                         | 5                                  |  |  | 43                                 | Liam Highfield                     | 6                                  |  |    |                                    |                                    |                                    |
|  |                                     | James Cahill                        | 6                                   |  |  |                                    | James Cahill                       | 6                                  |  |  |                                    | James Cahill                       | 5                                  |  |    | 43                                 | Liam Highfield                     | 10                                 |
|  | 86                                  | Yuan Sijun                          | 6                                   |  |  | 75                                 | Steven Hallworth                   | 3                                  |  |  | 22                                 | Ryan Day                           | 1                                  |  | 86 | Yuan Sijun                         | 7                                  |                                    |
|  |                                     | Ross Muir                           | 3                                   |  |  | 86                                 | Yuan Sijun                         | 6                                  |  |  | 86                                 | Yuan Sijun                         | 6                                  |  |    |                                    |                                    |                                    |
|  |                                     |                                     |                                     |  |  |                                    |                                    |                                    |  |  |                                    |                                    |                                    |  |    |                                    |                                    |                                    |
|  | 87                                  | Mitchell Mann                       | 0                                   |  |  | 74                                 | Gao Yang                           | 6                                  |  |  | 23                                 | Ali Carter                         | 6                                  |  |    |                                    |                                    |                                    |
|  |                                     | Dylan Emery                         | 6                                   |  |  |                                    | Dylan Emery                        | 3                                  |  |  | 74                                 | Gao Yang                           | 4                                  |  |    | 23                                 | Ali Carter                         | 8                                  |
|  | 106                                 | Gerard Greene                       | 6                                   |  |  | 55                                 | Matthew Stevens                    | 6                                  |  |  | 42                                 | Sam Craigie                        | 1                                  |  | 55 | Matthew Stevens                    | 10                                 |                                    |
|  |                                     | Rebecca Kenna                       | 1                                   |  |  | 106                                | Gerard Greene                      | 1                                  |  |  | 55                                 | Matthew Stevens                    | 6                                  |  |    |                                    |                                    |                                    |
|  |                                     |                                     |                                     |  |  |                                    |                                    |                                    |  |  |                                    |                                    |                                    |  |    |                                    |                                    |                                    |
|  | 90                                  | Jackson Page                        | 6                                   |  |  | 71                                 | Ashley Carty                       | 1                                  |  |  | 26                                 | Joe Perry                          | 3                                  |  |    |                                    |                                    |                                    |
|  |                                     | Sean O'Sullivan                     | 1                                   |  |  | 90                                 | Jackson Page                       | 6                                  |  |  | 90                                 | Jackson Page                       | 6                                  |  |    | 90                                 | Jackson Page                       | 10                                 |
|  | 103                                 | Iulian Boiko                        | 6                                   |  |  | 58                                 | David Grace                        | 6                                  |  |  | 39                                 | Xiao Guodong                       | 4                                  |  | 58 | David Grace                        | 6                                  |                                    |
|  |                                     | Michael Georgiou                    | 4                                   |  |  | 103                                | Iulian Boiko                       | 4                                  |  |  | 58                                 | David Grace                        | 6                                  |  |    |                                    |                                    |                                    |
|  |                                     |                                     |                                     |  |  |                                    |                                    |                                    |  |  |                                    |                                    |                                    |  |    |                                    |                                    |                                    |
|  | 98                                  | Farakh Ajaib                        | 6                                   |  |  | 63                                 | Pang Junxu                         | 6                                  |  |  | 34                                 | Graeme Dott                        | 6                                  |  |    |                                    |                                    |                                    |
|  |                                     | Mark Lloyd                          | 5                                   |  |  | 98                                 | Farakh Ajaib                       | 1                                  |  |  | 63                                 | Pang Junxu                         | 1                                  |  |    | 34                                 | Graeme Dott                        | 8                                  |
|  | 95                                  | Zak Surety                          | 4                                   |  |  | 66                                 | Jamie Clarke                       | 6                                  |  |  | 31                                 | Gary Wilson                        | 0                                  |  | 66 | Jamie Clarke                       | 10                                 |                                    |
|  |                                     | Si Jiahui                           | 6                                   |  |  |                                    | Si Jiahui                          | 5                                  |  |  | 66                                 | Jamie Clarke                       | 6                                  |  |    |                                    |                                    |                                    |
|  |                                     |                                     |                                     |  |  |                                    |                                    |                                    |  |  |                                    |                                    |                                    |  |    |                                    |                                    |                                    |
|  | 111                                 | Lei Peifan                          | 6                                   |  |  | 50                                 | Stuart Carrington                  | 3                                  |  |  | 47                                 | Alexander Ursenbacher              | 3                                  |  |    |                                    |                                    |                                    |
|  |                                     | Sean Maddocks                       | 0                                   |  |  | 111                                | Lei Peifan                         | 6                                  |  |  | 111                                | Lei Peifan                         | 6                                  |  |    | 111                                | Lei Peifan                         | 9                                  |
|  | 82                                  | Wu Yize                             | 6                                   |  |  | 79                                 | Simon Lichtenberg                  | 6                                  |  |  | 18                                 | Hossein Vafaei                     | 6                                  |  | 18 | Hossein Vafaei                     | 10                                 |                                    |
|  |                                     | Bai Langning                        | 2                                   |  |  | 82                                 | Wu Yize                            | 4                                  |  |  | 79                                 | Simon Lichtenberg                  | 0                                  |  |    |                                    |                                    |                                    |

## Centuries

### Tournoi principal
Un total de 109 centuries a été réalisé pendant les phases finales.
- 147, 132, 131, 127, 117, 109, 109  Neil Robertson
- 140, 106, 104  Stuart Bingham
- 138, 138, 137, 137, 135, 127, 125, 121, 121, 121, 119, 117, 116, 110, 106, 100  Mark Williams
- 137, 134, 132, 131, 129, 117  Mark Selby
- 137, 122, 119, 106, 100  Jack Lisowski
- 136, 109, 103  Zhao Xintong
- 135, 128, 102  Jackson Page
- 134, 131, 126, 123, 122, 121, 120, 118, 116, 109, 107, 105, 104, 101, 100  Ronnie O'Sullivan
- 130  Shaun Murphy
- 130  Chris Wakelin
- 129, 124, 106  Anthony McGill
- 128, 125, 123, 106, 105, 103, 100, 100  John Higgins
- 127, 112, 110  Noppon Saengkham
- 126, 103, 101  Kyren Wilson
- 122, 117, 110  Ding Junhui
- 121  Hossein Vafaei
- 120, 114, 113, 110, 109, 107, 105, 105, 105, 103, 100  Judd Trump
- 114  Thepchaiya Un-Nooh
- 112, 106, 104, 103, 102, 102, 101, 100  Yan Bingtao
- 110, 109, 107  Mark Allen
- 109  Luca Brecel
- 108  Matthew Stevens
- 107, 102  Stephen Maguire
- 103  Lyu Haotian

### Qualifications
Un total de 89 centuries a été réalisé pendant les tours qualificatifs.
- 147, 138, 107  Graeme Dott
- 145, 138, 137, 116, 101  Thepchaiya Un-Nooh
- 144  Pang Junxu
- 141  Ian Burns
- 139, 132  Scott Donaldson
- 139, 130, 115, 100  Matthew Stevens
- 137, 134  Ding Junhui
- 137, 108, 104, 100  Stephen Maguire
- 137  Ali Carter
- 135  Elliot Slessor
- 134, 110  Andy Hicks
- 133  David Grace
- 133  Ricky Walden
- 132, 129, 115, 109, 105  Zhang Anda
- 131, 121, 108  Chris Wakelin
- 131  Barry Pinches
- 131  Jimmy Robertson
- 131  Zhang Jiankang
- 130, 126, 120, 106, 105  Yuan Sijun
- 130  Jordan Brown
- 127  Liam Davies
- 123, 104  Liam Highfield
- 123  Tom Ford
- 122, 116, 100  Andrew Pagett
- 122  Chang Bingyu
- 122  Marco Fu
- 119, 115  Lyu Haotian
- 119  Jamie Clarke
- 118  Mark Davis
- 116, 116, 115  Lei Peifan
- 116, 113, 111  Noppon Saengkham
- 116, 104, 103  Jackson Page
- 116  Xu Si
- 115  David Lilley
- 114  Jamie Wilson
- 113, 113  James Cahill
- 112, 107  Ashley Hugill
- 110  Dominic Dale
- 110  Zhou Yuelong
- 108, 100  Iulian Boiko
- 108  Joe O'Connor
- 106  Si Jiahui
- 104  Matthew Selt
- 103  Daniel Wells
- 102, 100  Gao Yang
- 101, 100  David Gilbert
- 100  Jamie Jones
- 100  Lee Walker
- 100  Michael White

## Participants par pays
| Finale          | 2  | - | -  | -  | - | - | - | - | - | Aucun représentant dans le tournoi principal | Aucun représentant dans le tournoi principal | Aucun représentant dans le tournoi principal | Aucun représentant dans le tournoi principal | Aucun représentant dans le tournoi principal | Aucun représentant dans le tournoi principal | Aucun représentant dans le tournoi principal | Aucun représentant dans le tournoi principal | Aucun représentant dans le tournoi principal | 2  |
| Demi-finales    | 2  | 1 | 1  | -  | - | - | - | - | - | Aucun représentant dans le tournoi principal | Aucun représentant dans le tournoi principal | Aucun représentant dans le tournoi principal | Aucun représentant dans le tournoi principal | Aucun représentant dans le tournoi principal | Aucun représentant dans le tournoi principal | Aucun représentant dans le tournoi principal | Aucun représentant dans le tournoi principal | Aucun représentant dans le tournoi principal | 4  |
| Quart de finale | 4  | 2 | 1  | 1  | - | - | - | - | - | Aucun représentant dans le tournoi principal | Aucun représentant dans le tournoi principal | Aucun représentant dans le tournoi principal | Aucun représentant dans le tournoi principal | Aucun représentant dans le tournoi principal | Aucun représentant dans le tournoi principal | Aucun représentant dans le tournoi principal | Aucun représentant dans le tournoi principal | Aucun représentant dans le tournoi principal | 8  |
| 2e tour         | 6  | 3 | 2  | 2  | 1 | 1 | 1 | - | - | Aucun représentant dans le tournoi principal | Aucun représentant dans le tournoi principal | Aucun représentant dans le tournoi principal | Aucun représentant dans le tournoi principal | Aucun représentant dans le tournoi principal | Aucun représentant dans le tournoi principal | Aucun représentant dans le tournoi principal | Aucun représentant dans le tournoi principal | Aucun représentant dans le tournoi principal | 16 |
| 1er tour        | 12 | 4 | 6  | 4  | 2 | 1 | 1 | 1 | 1 | Aucun représentant dans le tournoi principal | Aucun représentant dans le tournoi principal | Aucun représentant dans le tournoi principal | Aucun représentant dans le tournoi principal | Aucun représentant dans le tournoi principal | Aucun représentant dans le tournoi principal | Aucun représentant dans le tournoi principal | Aucun représentant dans le tournoi principal | Aucun représentant dans le tournoi principal | 32 |
| Qualifications  |    |   |    |    |   |   |   |   |   |                                              |                                              |                                              |                                              |                                              |                                              |                                              |                                              |                                              |    |
| 4e tour         | 14 | 3 | 6  | 5  | 2 | 1 | - | 1 | - | -                                            | -                                            | -                                            | -                                            | -                                            | -                                            | -                                            | -                                            | -                                            | 32 |
| 3e tour         | 26 | 3 | 10 | 16 | 2 | 1 | - | 1 | - | 2                                            | 1                                            | 1                                            | 1                                            | -                                            | -                                            | -                                            | -                                            | -                                            | 64 |
| 2e tour         | 27 | 2 | 11 | 12 | 2 | - | - | 2 | - | 2                                            | 1                                            | -                                            | -                                            | 3                                            | 1                                            | 1                                            | -                                            | -                                            | 64 |
| 1er tour        | 25 | 4 | 8  | 11 | 1 | 2 | - | 1 | 2 | 1                                            | 1                                            | -                                            | -                                            | 2                                            | 2                                            | 1                                            | 2                                            | 1                                            | 64 |